# Výrava (Slovacchia)
Výrava (in ungherese Virava) è un comune della Slovacchia facente parte del distretto di Medzilaborce, nella regione di Prešov.